# Kontrakt na miłość
Kontrakt na miłość (tur. Aşk Yeniden) – turecki serial obyczajowy, wyprodukowany przez İnci Gündoğdu i İsmail Gündoğdu, emitowany od 10 lutego 2015 do 14 czerwca 2016 na tureckim kanale Fox. W Polsce serial pokazywał kanał TV Puls. Pierwszą serię emitowano od 13 sierpnia do 8 września 2015, zachowując oryginalną długość odcinków. Emisja drugiej serii trwała od 13 sierpnia 2018 do 9 stycznia 2019, przy czym były to już odcinki podzielone z oryginalnych na krótsze na potrzeby dystrybucji międzynarodowej. Seria nie została dokończona, stacja przerwała ją na 108 odcinku (ze 123).

## Opis fabuły
Zeynep ucieka z Erhanem  do Ameryki, w ich związku pojawiają się kłopoty. Zeynep postanawia rozstać się z nim i wrócić do Turcji wraz ze swoim synkiem. W samolocie kobieta poznaje Fatih'ego, młodego i bogatego mężczyznę, który po nieudanych studiach wraca do swojego kraju. Podczas podróży Zeynep i Fatih poznają się i wymieniają swoimi przygodami i kłopotami. Postanawiają sobie wzajemnie pomóc uporządkować swoje życie.

## Obsada
- Özge Özpirinçci – Zeynep Taşkın
- Buğra Gülsoy – Fatih Şekercizade
- Tamer Levent – „Szalony” Şevket Taşkın
- Sema Keçik – „Mroczna” Meryem Özer
- Orhan Alkaya – Fehmi Şekercizade
- Nazli Tosunoglu – Yadigar Günay
- Lale Başar – Mukaddes Şekercizade
- Can Sipahi – Orhan Günay
- Tülin Oral – Gülsüm Şekercizade
- Didem Soydan – İrem Şencan
- Tevfik Inceoglu – Kamil
- Nilay Deniz – Selin Şekercizade
- Fatma Karanfil – Hacer
- Mert Öner – Cevat
- Yakup Yavru – Ethem
- Su Burcu Yazgi – Elif Su
- Yiğit-Yağız Sayın – Selim Şekercizade
- Emre Erkan – Fiber Mete
- Ilkem Ulugün – Fadik Servermez
- Esin Gündoğdu – Ayfer